# Seychelles aux Jeux du Commonwealth
Les Seychelles ont pris part à tous les Jeux du Commonwealth depuis ceux de 1990. Les Seychellois ont actuellement à leur palmarès six médailles, dont la moitié en boxe. 

## Médailles
Résultats par Jeux :
| Année | Médaille d'or | Médaille d'argent | Médaille de bronze | Total |
| ----- | ------------- | ----------------- | ------------------ | ----- |
| 1990  | 0             | 0                 | 0                  | 0     |
| 1994  | 0             | 0                 | 1                  | 1     |
| 1998  | 0             | 2                 | 0                  | 2     |
| 2002  | 0             | 0                 | 0                  | 0     |
| 2006  | 0             | 0                 | 2                  | 2     |
| 2010  | 0             | 1                 | 0                  | 1     |
| 2014  | 0             | 0                 | 0                  | 0     |
| 2018  | 0             | 0                 | 1                  | 1     |
| 2022  | 0             | 0                 | 0                  | 0     |
| Total | 0             | 3                 | 4                  | 7     |

Médaillés :

Janet Georges (née Thelermont) est la seule personne à avoir remporté deux médailles pour les Seychelles, dont une sous son nom de jeune fille.
| Nom              | Jeux | Médaille           | Discipline    | Épreuves                | Résultat                        |
| ---------------- | ---- | ------------------ | ------------- | ----------------------- | ------------------------------- |
| Gerry Legras     | 1998 | Médaille d'argent  | Boxe          | 63,5 kg hommes          | battu par Michael Strange (CAN) |
| Roland Raforme   | 1998 | Médaille d'argent  | Boxe          | 91 kg hommes            | battu par Mark Simmons (CAN)    |
| Janet Georges    | 2010 | Médaille d'argent  | Haltérophilie | 69 kg femmes            | 216 kg                          |
| Rival Cadeau     | 1994 | Médaille de bronze | Boxe          | 71 kg hommes            |                                 |
| Celine Laporte   | 2006 | Médaille de bronze | Athlétisme    | Saut en longueur femmes | 6,57 mètres                     |
| Janet Thelermont | 2006 | Médaille de bronze | Haltérophilie | 69 kg combiné femmes    | 205 kg                          |
| Keddy Agnes      | 2018 | Médaille de bronze | Boxe          | Plus de 91 kg           | battu par Satish Kumar (IND)    |